# Quist de Baker
Un quist de Baker, també conegut com a quist popliti, és una inflamació benigna de la bossa sinovial del múscul semimembranós o més rarament d'algun altre, que es troba darrere de l'articulació del genoll. William Morrant Baker (1838-1896) fou el cirurgià que el va descriure per primera vegada, donant el nom a aquesta malaltia. De fet no és un "veritable" quist, ja que es manté sovint una comunicació oberta amb el sac sinovial.

## Tractament
Aquests quists generalment no requereixen tractament a menys que siguin simptomàtics. Sovint, el descans i l'elevació de les cames són l'única cosa que es necessita. Si és necessari, el quist es pot aspirar per reduir-ne la seva mida, després se'ls s'injecta un glucocorticoide per reduir la inflamació. L'excisió quirúrgica es reserva per als quists que causen una gran quantitat de molèsties per al pacient. Una ruptura del quist es tracta amb repòs, elevació de les cames, i injecció d'un glucocorticoide al genoll.
Els quists de Baker en els nens, a diferència de la gent gran, gairebé sempre desapareixen amb el temps, i poques vegades requereixen l'excisió.